# Slatinka (rybník)
Slatinka je rybník o rozloze vodní plochy cca 4 ha ležící na potoce Slatinka na východním okraji vesnice Malá Strana (Chotěšice) v okrese Nymburk. Rybník Slatinka je nepravidelného tvaru. U hráze je asi 100 m široký, maximální šířka činí cca 200 m a jeho délka je asi 360 m. Břehy rybníka jsou zarostlé rákosem. Po hrázi vede silnice III. třídy spojující obce Záhornice a Chotěšice. Pod hrází rybníka se nalézá menší násadový rybníček a asi 50 m východně od hráze se u silnice do obce Záhornice nalézá památný topol.

## Galerie

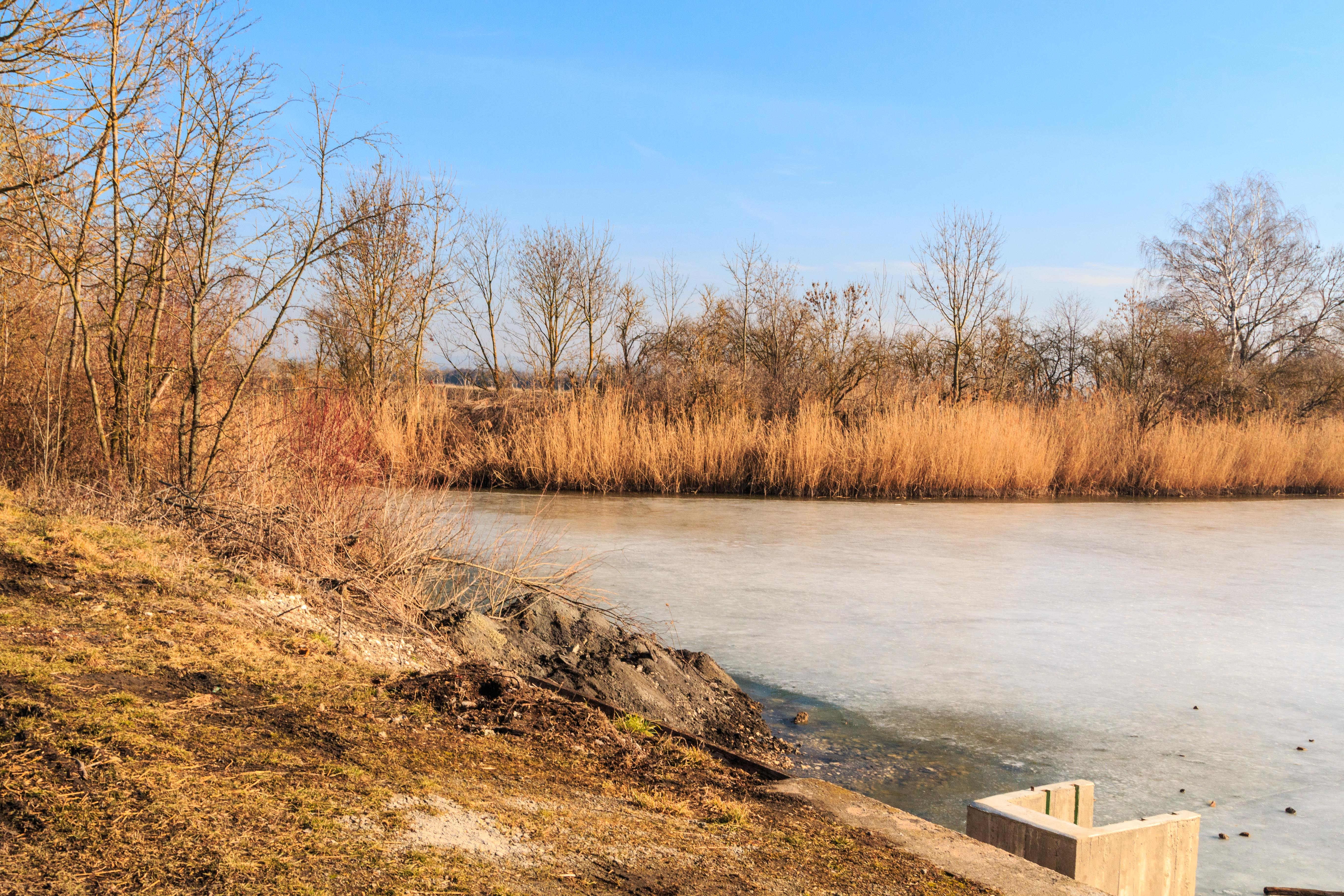
Rybník Slatinka u Malé Strany u Chotěšic
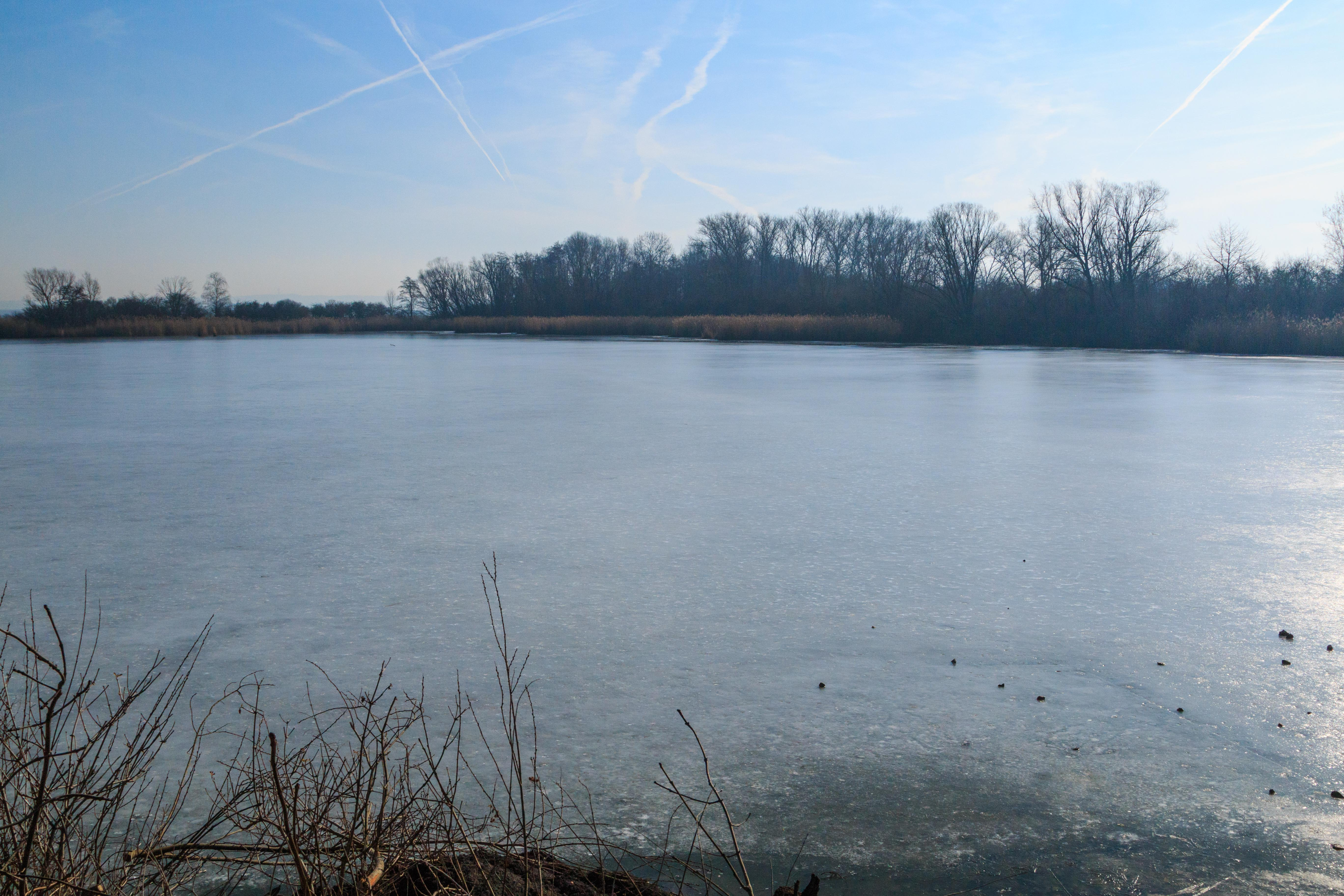
Rybník Slatinka u Malé Strany u Chotěšic
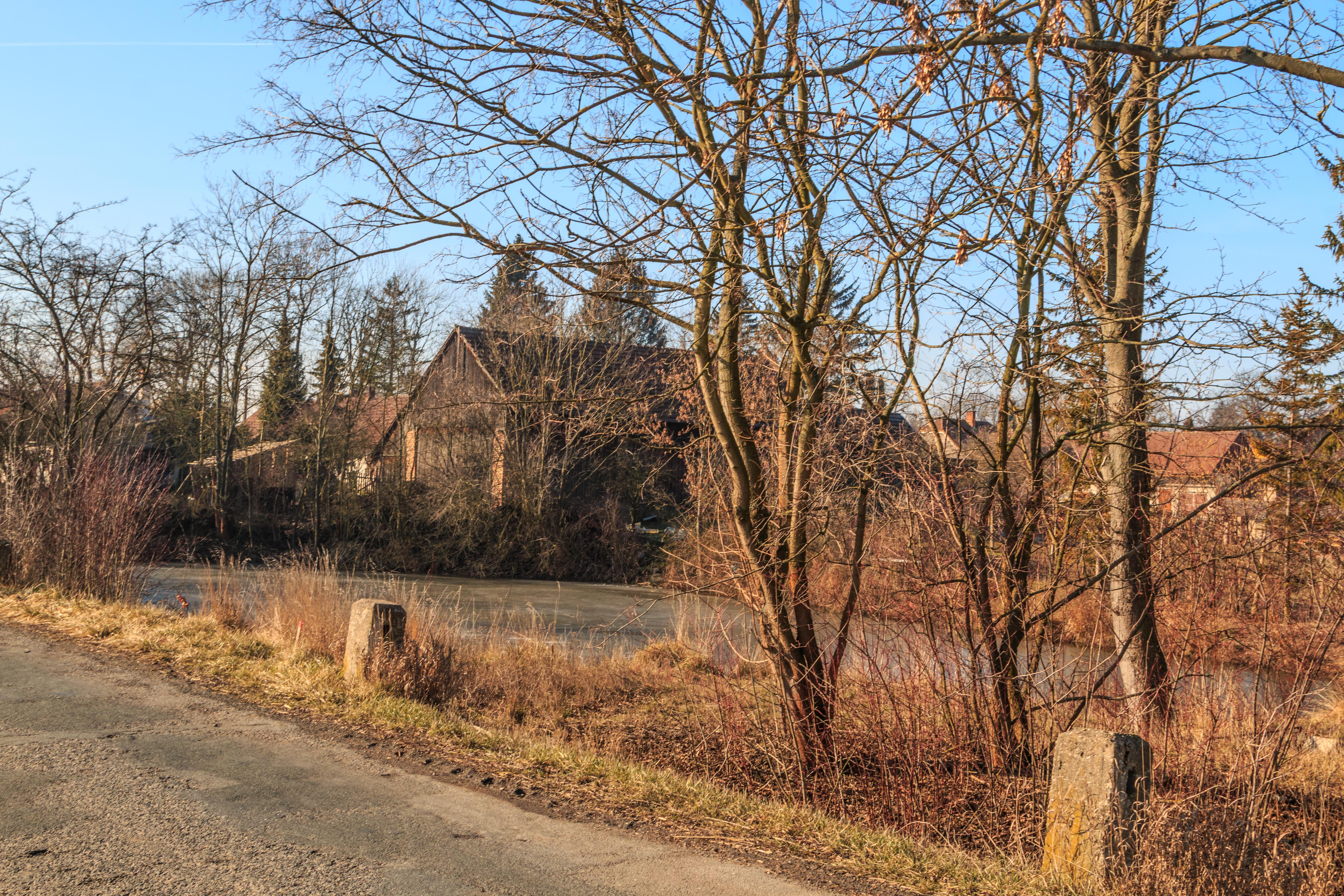
Menší rybníček pod hrází rybníka Slatinka u Malé Strany u Chotěšic
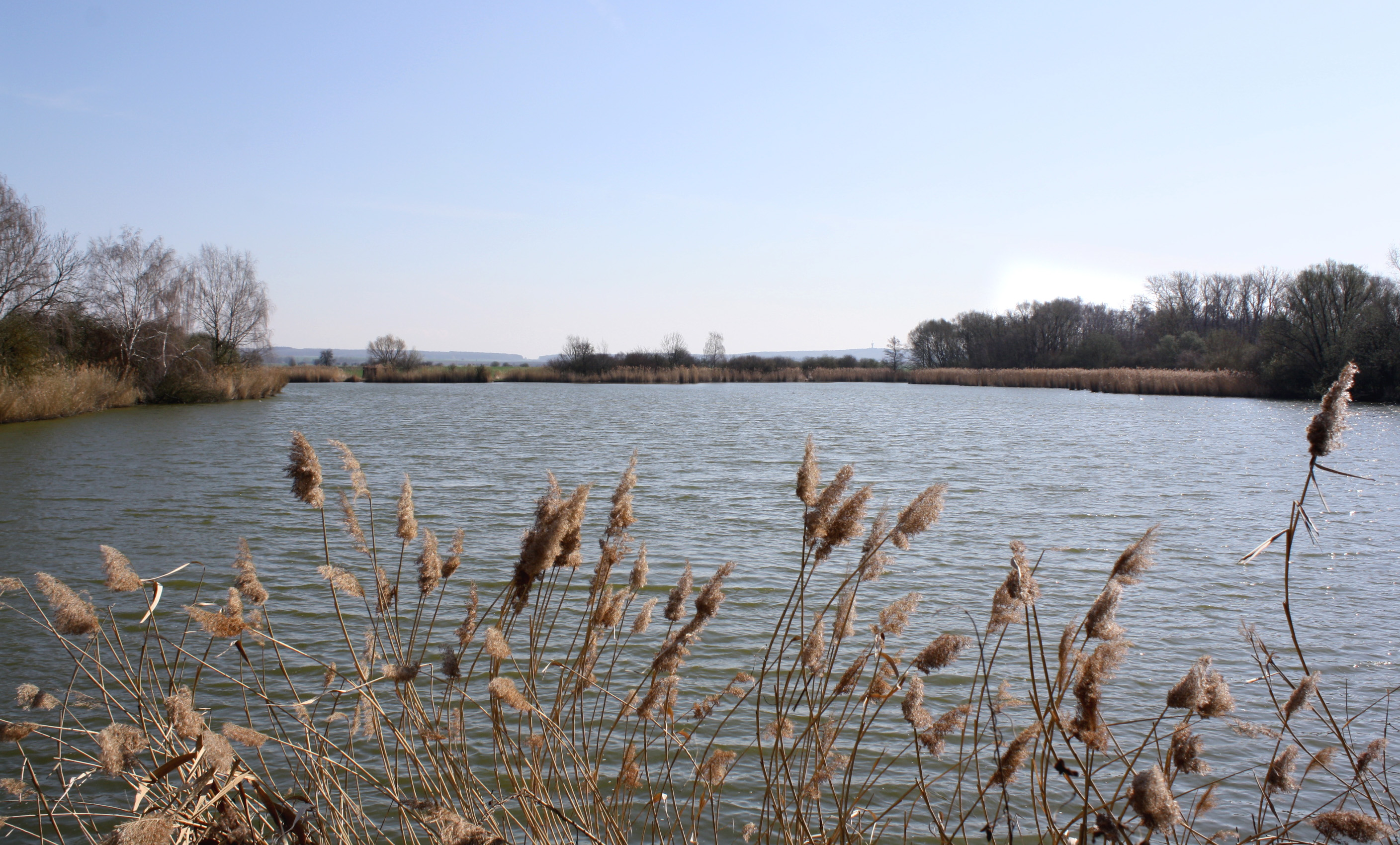
Rybník Slatinka u Malé Strany u Chotěšic